# 第二次世界大戦時に実戦投入された電子装置
この項目は第二次世界大戦時に実戦投入された電子装置の一覧である。

## アメリカ
- LORAN(en) - アメリカ製航法支援装置。LOng RAnge Navigationの頭文字をとったもの
- H2Xレーダー（英語版） - アメリカ製地上マッピングレーダー。イギリス製H2Sの発展型。

## イギリス
イギリスではアメリカで気象学を学んだロバート・ワトソン＝ワットが1923年に落雷で発生する電磁波を指向性を持ったアンテナを持った無線機で検出することで方位を測定する方式で雷雲探知機として実用化。これを発展させ航空機を電磁波による探知する方式として1935年に英国航空省に提案し、同年2月に極秘裏に実験開始、効果が認められ4月には特許を獲得した。これはその後1937年までにはイギリスの防空システムに成長した。
- AI (要撃戦闘用レーダー。Airborne Interceptionの略) - イギリス製の夜間戦闘機用レーダー。
- エアボーン・シガー(A.B.C.) - イギリス第101航空隊のアブロ ランカスターによって使用された、ドイツ軍の夜間戦闘機が使用する周波数にたいするジャミング装置。もとは地上用のものを航空機用に転用。
- ASH - Air to Surface H or AI Mk XV (U.S -AN/APS4)のこと。cm級の航空レーダー。周波数10GHzで30cmの波長を持つ。イギリス航空隊100番台(en:No. 100 Group RAF)のデ・ハビランド モスキートで使用された（戦後はデ・ハビランド ホーネットに搭載）。
- ASVレーダー（英語版） - Air to Surface Vessel レーダーの略。1.5m波長のレーダーで、浮上中の潜水艦を最大56kmの距離で探知可能。
- BABS (ビーム・アプローチ・ビーコン・システム) - イギリス製のレーダー着陸システム。レベッカトランスポンダーが使用されていた。
- G-H（英語版） - イギリス製。盲爆に使用されたラジオ航法装置。
- Gee (航法装置)（英語版） - イギリス製ラジオ航法装置。LORANの先駆けの装置。
- H2Sレーダー(en) - イギリス製地上マッピングレーダー。夜間爆撃や雲で地上視界が確保できない際に使用された。
- Meacon(ミーコン) - Masking bEACONの略。ドイツの長波ビーコンを真似して欺瞞を目的に作成されたジャミングタワー。
- HF/DF - ハフダフとも呼ばれる無線方向探知機。1941年3月実戦配備。
- アスピリン - ドイツが使用したクニッケバイン（英語版）電子航法装置に対するジャミング装置。
- オーボエ - イギリス製の2つのビームを使うタイプの航法装置。ドイツのクニッケバインにシステム的には近い。
- カーペット - イギリス航空隊の100番台が使用したW/T (モールス式ラジオ) ジャマー
- ケール -  フリッツXやHs 293の誘導に使用された航空機搭載の無線誘導装置。
- コロナ - ドイツ戦闘機の反撃を混乱させる目的で設計された英航空隊100番台が使用した通信装置。
- エアボーン・グローサー - ドイツのFuG202に対するジャミング装置。地上用は区別されてグランド・グローサーと呼ばれた。
- シガー  - ドイツ軍の夜間戦闘機が使用する周波に対するジャミング装置。後期は航空用と区別して 「グランド・シガー」と呼ばれた
- ジョスル - 非常に強力な航空機搭載型ジャミング装置。英航空隊100番台が使用したボーイング フォートレスの密閉型爆弾倉に搭載された。
- スリットレーダー発見器（英語版） - リヒテンシュタイン系のレーダーを発見し追尾する、連合軍が装備した装置。ドイツ夜間戦闘機に対して使用された。
- チェーン・ホーム - 1940年夏のバトル・オブ・ブリテンで使用された、英本土に配備された早期警戒レーダー。
- ティンセル（英語版） - イギリスが使用した、夜間戦闘機戦においてドイツ夜間戦闘機のエンジンノイズをラジオ経由で増幅し伝える装置。
- ドミノ - ドイツのYゲレート（英語版）電子航法装置に対するジャミング装置。
- ニューヘイブン -
- パラマタ - 見通しのきかない地上目標をマーキングする装置。名前はオーストラリア、ニューサウスウェールズ州に位置するパラマタから。
- ビレッジ・イン（英語版） - AGLT - イギリス製。1944年から後部機銃ターレットに装備されたレーダー追尾装置。
- ブーザー - イギリスの爆撃機に搭載された戦闘機用レーダー警戒装置。
- フィッシュポンド（英語版） - H2Sレーダーにつけられたもので、H2Sのシステムに航空機の表示機能を加えたもの。1944年に複数の爆撃機に搭載された。
- ブロマイド - ドイツのXゲレート（英語版）電子航法装置に対するジャミング装置。
- ペルフェクトス - モスキートの夜間戦闘機型に搭載された、ドイツ夜間戦闘機のレーダー通信や敵味方識別を追尾する逆探。
- ベンジャミン - ドイツのYゲレート（英語版）電子航法装置に対するジャミング装置。
- マンドレル - 英航空隊100番台で使用されたウルツブルクレーダーやフレイアレーダーを妨害する装置。
- ムーンシャイン - イギリス製。ボールトンポール デファイアント20機に搭載されたフレイアレーダーをごまかす、もしくはジャミングする装置。
- モニカ - 戦闘機にたいする早期警戒レーダー。イギリス爆撃機に搭載された。
- ルセーロ - イギリス製追尾装置。デ・ハビランド モスキートに搭載されケッテンフントに対する追尾に使用された。
- ユリーカビーコン - 携帯用ラジオビーコンシステム。
- ワンガヌイ - target marking by blind-dropped sky markers - prefixed with 'musical' when Oboe guided - from en:Wanganui盲目投下時に目標をマークする装置。名前はニュージーランドのワンガヌイから。

## ドイツ
ドイツでは1904年にクリスティアン・ヒュルスマイヤーが火花式送信機とコヒーラー受信機により距離5kmの船舶の探知に成功し、船舶用レーダーとして実用化していた。これは英国において「テレモバイルスコープ（Telemobiloscope）」の名で特許を取得した。
- FuG 200ホーエントヴィール - FuG 200とも呼ばれる。ドイツ製航空機レーダーで海上攻撃に最適化されていた。
- FuG 202リヒテンシュタインレーダー - ドイツ製の夜間戦闘機用レーダーで1941年から42年の間に導入された。
- FuG 350ナクソス - ドイツ製。H2Sレーダーを探知、追尾する逆探。
- Xゲレート（英語版）、Yゲレート（英語版） - ドイツ製。盲爆時に使用されるビームガイド装置。
- ウルツブルクレーダー - ドイツの地上設置型対空レーダー。非常に正確であり、しばしば対空攻撃の指揮にも使用された。
- エールストリング敵味方識別装置 - ドイツ空軍の航空機に搭載された敵味方識別装置。
- クニッケバイン（英語版） - ドイツ製。複数ビームを使用したレーダー航法装置。1940年前期から使用された
- ケッテンフント - ユリーカビーコンに対するジャミング装置。
- ゼータクトレーダー - シータクトとも。ドイツ海軍が使用した艦載型レーダー。1930年代に実用化され、後期にはフレイアレーダーに変わった。
- ネプトゥン - ドイツ製夜間戦闘機用レーダー。1944年後半に実戦配備。
- ヒンメルベット - ドイツ製の夜間戦闘機誘導方式。
- フライヤ (レーダー) - 地上対空レーダー。
- フレンスブルク (レーダー探知機) - イギリスのモニカ通信装置を探知するもので、ドイツ夜間戦闘機が装備した。
- ベルリン - ドイツの夜間戦闘機用レーダー。1945年4月に導入された周波数30GHz、10cm波長のcm級レーダー。
- メトックス - ドイツ潜水艦に装備された、接近する航空機のレーダーを探知する装置（逆探）。
- ロレンツ（英語版） - ドイツ製。着陸補助装置。

## 日本
日本では1925年に、非常に容易に指向性を得ることが出来る、それまでのアンテナ技術と比較して画期的なアンテナ技術である八木・宇田アンテナが開発されたが、日本国内では全く反響がなく無視された。この八木・宇田アンテナは欧米諸国では脚光を浴び、日本国外では軍事面での技術面での応用開発が急速に進んだ。また、真空管によるマイクロ波発生装置のひとつであるマグネトロンの分野でも、1927年に岡部金治郎が世界初の分割陽極型マグネトロンを開発し国内で発表されたが、八木・宇田アンテナと同じく国内産業および軍部の無理解により兵器転用されなかった。八木アンテナと同じく、このマグネトロン技術も欧米で盛んにレーダー関連技術に利用されている。
1942年1月、マレー作戦シンガポールの戦いにおいて日本軍がイギリス領シンガポールに侵攻した際、イギリス軍の射撃管制レーダーであるGLマークIIを鹵獲、またここで発見した技術資料のノートに頻出する「YAGI」という単語で初めて八木・宇田アンテナの有効性に気づくこととなる。また同じくフィリピン作戦でアメリカ領フィリピンのマニラを占領した際にアメリカ軍のSCR-268を鹵獲し、これは陸海軍共同で研究用およびコピー元として利用された。
しかしながら日本軍、特に陸軍はレーダー自体に対し無理解だったわけでは決してなく、1930年代中頃に陸軍科学研究所が民間の日本無線(JRC)や日本電気(NEC)などとともに早期警戒用レーダー研究を開始し、1939年2月には連続波で航空機からの反射波を受信することに成功している。これらの実績をもとに開発された日本初の実用レーダー、超短波警戒機甲は量産され1940年から内地および外地に多数が配備された。さらに1941年には性能を大きく向上させた超短波警戒機乙を実用化、1942年半ばから大量配備し各地で相応の実績を上げている。陸軍は防空・防衛の観点からレーダーの開発に積極的であったが、技術導入経路がマイクロ波技術で英米に大きく遅れを取っていたドイツ経由であり、英国で見られた当初無指向性アンテナを用いていたVHFレーダーでの八木アンテナの実装や、PPIスコープの開発といった技術的な発展も戦中殆ど進まなかった事が致命的であった。
一方、レーダー開発においては柔軟で先進的であった陸軍と異なり、上層部の理解が低かった海軍では（陸軍が既にレーダーを研究中である）1936年に海軍技術研究所の谷恵吉郎中佐がレーダー研究の旨を上に進言するも、「闇夜の提灯」と一蹴され、同研究所の伊藤庸二中佐の下でマイクロ波パルスを利用した「暗中測距儀」の実験を独自に行っていたにすぎなかった。これは1940年10月、大観艦式のため東京湾鶴見沖に停泊中の空母「赤城」に海岸から10cm波を発射した結果、その反射波を捕らえることに成功したが、あくまで「レーダーらしき装置」にすぎないものであった。
1940年12月出発の陸軍に続き、1941年3月に海軍遣独視察団（団長は野村直邦中将）に参加した伊藤中佐らも随員として参加。伊藤はドイツの先進的なパルスレーダーを調査し本国に報告、また同時期にはロンドン駐在の濱崎諒中佐もバトル・オブ・ブリテンにおけるイギリス軍のレーダー部隊の実戦投入と活躍を報告しその有効性を主張。これらの情報により同年5月に海軍はようやく本格的な対空警戒・索敵用レーダーの研究を開始した。
1941年9月初旬、試作機をもって横須賀市野比海岸で対航空機実験が行われ、中型攻撃機を距離約100kmで探知することに成功。なお、この開発には陸軍と共にパルスレーダー（のちの「超短波警戒機乙」）を研究・開発していた日本電気の技術陣が協力している。
開戦後の1942年5月、実験的に戦艦「伊勢」に対空警戒レーダー「二式二号電波探信儀一型」が搭載され、航空機単機を55km・僚艦の戦艦「日向」を20kmで探知、これは合格・採用となった。これと同時の実験として、マイクロ波を用いる対水上警戒レーダーである「仮称二号電波探信儀二型」が戦艦「日向」に搭載され、僚艦「伊勢」を35kmで探知したがこちらは不採用であり、長期にわたり手直しが続けられた結果1944年7月にようやく合格となった。各艦への配備は「二式二号電波探信儀一型」は1942年6月以降、「仮称二号電波探信儀二型」は1944年7月以降となる。初期のレーダーは雨が降ると反射されほとんど役に立たなかったうえ指向性も不十分だったが、改良を続けることにより光学測距と遜色ない精度がでるようになり、事例は少ないが海軍においてもレーダー射撃による対艦攻撃が実践されている。「仮称二号電波探信儀二型」は1,000台以上が量産され、戦争末期に主力艦から駆逐艦まで多くの艦艇に装備されたが信頼性に欠ける代物でしかなかった。
海軍でも機上レーダーは幾つか開発され、対水上レーダーである「三式空六号無線電信機」（1942年8月完成）は相当数が量産され実戦に投入されたものの敗戦まで手直しは続いており、「月光」が搭載した対空レーダーも信頼性が低くこれは戦果に繋がることはなかった。さらに搭乗員・整備員が扱いに不慣れであったこともあり、「アテにできぬ」と飛行性能向上のために取り外されたこともあった。
1943年には海軍も陸軍と同様にドイツから「ウルツブルク・レーダー」の技術指導を受け、1944年にデッドコピーを行い試作品を開発している。
当時の日本製電子兵器の弱点は、優良な銅素材の不足による真空管の耐久性の低さにあった。これにより、レーダーの高出力化、システムの小型化など全ての面で連合国に後れを取る事になった。耐震性の高い真空管を製造できなかった事から、基礎理論は単純なレーダー技術である近接信管の実用化も行えなかった。

### 日本陸軍
太平洋戦争半ば以降の日本陸軍の警戒レーダー（電波探知機/電波警戒機/超短波警戒機）・射撃レーダー（電波標定機）の命名規則は以下の通りである。
- 「タチ」 - 地上設置型（電波標定機を含む）
- 「タキ」 - 航空機搭載型
- 「タセ」 - 船舶搭載型

更に開発レーダーごとに後ろに番号が付される。
電波警戒機
- 超短波警戒機甲 - ドップラーレーダー。出力・探知距離により4種類がある。
- 超短波警戒機乙 - パルスレーダー。
  - タチ6号 - 警戒機乙の要地用。主力レーダーの一つ、約350台製造。
  - タチ7号 - 警戒機乙の車載野戦用。
  - タチ18号 - 警戒機乙の車載野戦用（軽量型）、主力レーダーの一つ、約400台製造。
  - タチ20号
- タチ24号電波警戒機

電波標定機
- タチ1号 - アメリカ製SCR-268レーダーを日本電気がコピーした射撃管制用レーダー。10台製造された[3]。
- タチ2号 - アメリカ製SCR-268レーダーを東芝がコピーした射撃管制用レーダー。10台製造された[3]。
- タチ3号 - イギリス製GL Mk.IIレーダーをコピー。約150台製造。
- タチ4号 - イギリス製GL Mk.IIレーダーをコピー。約25台製造。
- タチ24号 - ドイツからの技術供与によって製造したウルツブルグレーダー。
- タチ31号 - 佐竹式ウルツブルグ。

機上電波警戒機
- タキ1号
- タキ2号

船上電波警戒機
- タセ1号
- タセ2号

この他多数の各種レーダーが開発されている。

### 日本海軍
日本海軍のレーダーの命名規則は以下の通りである。
- 一号 : 陸上見張用
- 二号 : 艦載見張用
- 三号 : 艦載水上射撃用
- 四号 : 陸上対空射撃用
- 五号 : 航空機用（PPIスコープ使用）
- 六号 : 陸上誘導用

それに完成順に一型、二型と型を割り振って命名、小改造の場合は改番号を末尾に付加した。
- 電波探知機 - 日本海軍の開発したレーダー波探知装置（ESM装置）。逆探。1942年春頃からドイツでの潜水艦搭載型逆探の使用情報を参考に開発が開始され、終戦までに約2,500台が生産された。最終的には1943年の遣独潜水艦作戦#第二次遣独艦で伊8が持ち帰ったメトックスをそのままコピーしたものが約30台が生産された。
- 三式一号電波探信儀一型 - 陸上設置用の対空警戒レーダー。通称11号電探。
- 三式一号電波探信儀二型 - 陸上設置用の対空警戒レーダー。通称12号電探。
- 三式一号電波探信儀三型 - 陸上設置用の対空警戒レーダー。通称13号電探。小型軽量のため、その後艦艇用としても多く使用された。
- 三式六号無線電信儀 - 航空機搭載用のレーダー。九七式飛行艇、二式大艇、一式陸攻、銀河、零式水偵に搭載された[3]。
- 二式二号電波探信儀一型 - 艦艇搭載用の対空警戒レーダー。通称21号電探。12号電探を艦艇用としたもの。
- 仮称二号電波探信儀二型 - 1941年に大和型戦艦に搭載された水上索敵・射撃管制用レーダー。通称22号電探[9]。
- 四号電波探信儀一型 - アメリカ製SCR-268レーダーを住友通信がコピーした艦艇搭載用の対空警戒レーダー。通称41号電探。1943年7月完成で50～60台生産された[3]。
- 四号電波探信儀二型 - イギリス製GLマークIIレーダーを住友通信と日本音響がコピーした艦艇用の対空射撃管制用レーダー。通称42号電探。1942年12月に完成したが艦艇用としては能力不足で、陸上用として館山砲術学校などに設置した[3]。後に改造を施し二型改一、改二となり合計約100台生産された[3]。

## ソ連
- Gneiss-2(en) - ソ連初の実用機上レーダー。1944年末までに230台以上が生産された。
  - Gneiss-2M - 航空機に加え艦船の検出が可能となった、Gneiss-2の改良型。

## その他
- チャフ - 電波欺瞞紙。イギリスではウィンドウと呼ばれる。
- パイプラック - 航空機搭載型ジャミング装置。爆撃機を守るために先行する航空機に搭載された。
- レズルス - 山火事や農耕地を狙う際に航空機から投下された標的。air-dropped incendiaries for starting crop and forest fires
- レベッカ (電波誘導機器) - 携帯用ラジオビーコン。
- ワイルド サー (ワイルド ボア) - 遊撃夜間戦闘機freelance night fighters, ie not parked round a visual beacon like the Zahme Sau (Tame Boar) fighters
- ツァーメ ザウ (テイム ボア) - ドイツ製。German tactic of guiding a night fighter 'parked' round a visual beacon, onto the incoming bomber stream by radar assisted ground commentary